# Genova Challenger 1988
Il Genova Challenger 1988 è stato un torneo di tennis facente parte della categoria ATP Challenger Series nell'ambito dell'ATP Challenger Series 1988. Il torneo si è giocato a Genova in Italia dal 5 all'11 settembre 1988 su campi in terra rossa.

## Vincitori

### Singolare
Paolo Canè ha battuto in finale  Massimo Cierro con il punteggio di 6–3, 6–1

### Doppio
Peter Svensson /  Lars-Anders Wahlgren hanno battuto in finale  Per Henricsson /  Nicklas Utgren con il punteggio di 7–5, 2–6, 6–1